# Nguyễn Văn Hiền
Nguyễn Văn Hiền là một doanh nhân người Đức gốc Việt. Ông là Chủ tịch Hội đồng quản trị Trung tâm Thương mại Đồng Xuân, trung tâm thương mại lớn nhất của người Việt tại Đức.

## Tiểu sử
Nguyễn Văn Hiền sinh năm 1957 tại thành phố Ninh Bình. Ông sang Đông Đức lao động lúc được 30 tuổi. Hai năm sau khi bức tường Berlin sụp đổ thì ông ở lại làm ăn buôn bán tự do.
Trong lúc đang buôn bán quần áo vào năm 2003, ông Hiền có cơ hội mua khu đất mà bây giờ là trung tâm thương mại Đồng Xuân, mượn tiền của những hãng xây cất tư nhân. Theo ông cho tới nay số tiền đầu tư vào trung tâm này là 35 triệu Euro, tiền lời mỗi tháng được trên 100 ngàn Euro.